# Die Legende vom Tränenvogel
Die Legende vom Tränenvogel (눈물을 마시는 새 Nunmureul Masineun Sae, wörtlich etwa Der Tränen trinkende Vogel) ist ein vier Bände umfassender Fantasy-Zyklus von Lee Young-do. Die für das Genre typischen, an westlicher Mythologie orientierten Themen, Spezies und Motive sind in dieser Erzählung kaum oder gar nicht zu finden. Stattdessen tauchen der koreanischen Sagen- und Alltagswelt entnommene Konzepte auf, wie etwa die Fabelwesen Dokkaebi, das Brettspiel Yut oder die Sportart Ssireum.

## Veröffentlichung
Der Roman wurde zunächst, wie die meisten Erzählungen Lees, in Fortsetzungen in einem Internetforum veröffentlicht. Erst danach publizierte der südkoreanische Verlag Hwanggeumgaji („Goldener Zweig“) die Geschichte in vier Bänden. Für die Frankfurter Buchmesse 2022 ließ der Verlag für die vier Bände englischsprachige Entwürfe anfertigen. Dadurch wurden die Rechte an dem Roman in zwölf Länder verkauft, darunter auch nach Deutschland. Die gesamte eingenommene Lizenzgebühr dafür betrug 600 Millionen Won (etwa 500.000 Euro). Das war die bis dahin höchste Summe, die je für ein einzelnes koreanisches Werk gezahlt wurde. Die Rechte an der deutschen Ausgabe gingen an Penguin Random House, die Veröffentlichung fand im Heyne Verlag statt.
Die deutschen Titel der vier Bände lauten:
- Band 1: Das Blut der Herzlosen
- Band 2: Der träumende Krieger
- Band 3: Der Feuergeist
- Band 4: Die Suche nach dem König

## Handlung
Der Großtempel Hainsha sendet Nachricht an drei Vertreter der vier Rassen. Für eine wichtige Mission zur Rettung der vier Rassen soll ein Naga als Vierter im Bunde befreit werden. Die Nagas leben seit Jahrhunderten isoliert von den drei anderen Rassen im südlichen Kiboren. Die drei sich untereinander unbekannten Adressaten der Botschaft treffen sich, wie verlangt, in der Letzten Taverne, von wo aus sie die Wüste Richtung Süden, ins Land der Nagas durchqueren.
In der Naga-Stadt Hatengrazu wartet derweil der junge Ryun Pey auf seine Initiation zum Erwachsenen. Dabei wird ihm wie jedem Naga das Herz entfernt, wodurch er nahezu unsterblich würde. Da sein Vater bei diesem Ritual gestorben ist, hat Ryun panische Angst vor dieser Zeremonie und flüchtet. Dabei wird er Zeuge der Ermordung seines besten Freundes Hwarit Makerow. Dieser gesteht ihm sterbend, dass er Teil einer Verschwörung und auf einer wichtigen Mission war. Diese gibt er nun an Ryun weiter, der nach Norden reisen und auf drei Vertreter der Ungläubigen warten soll. So werden die anderen Rassen von den Naga bezeichnet.
Auf der langen Reise zum Großtempel wird nach und nach das Ziel der Rettungsmission klar. Es gilt, einen Krieg zwischen den Rassen zu verhindern und die Götter zu beschützen, die in Gefahr sind, ermordet zu werden. Dazu müssen die vier Retter die Inkarnationen der Götter auf Erden finden.
Neben der eigentlichen Handlung liegt ein Schwerpunkt der Erzählung auf der Beschreibung der fremdartigen Kulturen und gesellschaftlichen Strukturen der vier Völker.

## Charaktere

### Der Rettungstrupp
- Kaygon Draka: Mensch und Anführer („Lotse“) des Rettungstrupps.
- Tinahan: Lekon und Verteidiger des Rettungstrupps.
- Bihyung Slabl: Dokebi und Zauberer des Rettungstrupps. Er reitet einen fliegenden Riesenkäfer namens Nanui.
- Ryun Pey: Naga und das Ziel des Rettungstrupps. Sein vollständiger – „göttlicher“ – Name lautet Didyusryuno Rargand Pey.

### Weitere Charaktere
- Orenol: Mönch im Großtempel Hainsha. Er initiiert die Rettungsmission.
- Bauh Moridol: Schlossherr von Zumunnuri.
- Samo Pey: Schwester Ryuns. Aufgrund ihrer zahlreichen Affären ist sie unter den Nagas anderer Häuser unbeliebt. Sie ist eine mächtige Kämpferin, die den Rettungstrupp verfolgt, da sie an Ryun ein Racheritual vollführen muss, in dem sie ihn töten will.

## Rassen

### Menschen
Sie ähneln den realen Menschen dieser Welt. Nachdem vor Jahrhunderten ihr letzter König verschwand, werden immer wieder Menschen vom Königssyndrom befallen. Dann glauben sie, sie selbst oder jemand in ihrem Umfeld sei der rechtmäßige Nachkomme des letzten Königs. Sie sind die schwächste, aber zahlenmäßig größte der vier Rassen.

### Lekons
Etwa drei Meter große, gefiederte Wesen mit einem Hahnenkopf. Sie sind sehr kräftig, schnell und meisterhafte Speerwerfer. Lekons sind gewalttätig und tragen überdimensionierte, annähernd unzerstörbare Waffen. Ihr Schrei hat große Zerstörungskraft. Jeder Lekon setzt sich selbst ein Ziel (den Lebenstraum), welches er zeit seines Lebens verfolgt.

### Dokebis
Koboldartige, friedliebende Wesen, die Streiche und Humor lieben. Dokebis können nach Belieben Flammen erschaffen und deren Temperatur, Größe und Form manipulieren. Sie sind berühmt für die von ihnen hergestellten Hüte, die ihre Träger unsichtbar machen. Stirbt ein Dokebi, geht seine Seele in einen anderen Körper über, der damit ein Dokebi-Ahn wird, ein weises Wesen, das zu keiner körperlichen Tätigkeit fähig ist und seine Gedanken jungen Schülern diktiert.

### Nagas
Ein von den anderen Rassen gefürchtetes Volk von Echsenmenschen im tiefen Süden. Nagas können einzelne Körperteile nachwachsen lassen und entfernen sich in einem Ritual das eigene Herz, wodurch sie beinahe unsterblich werden. Sie vertragen nur die heißen Temperaturen des Südens. Kommen sie zu weit nach Norden, verlieren sie die Fähigkeit, sich zu bewegen. Nagas verabscheuen die Sprache und unterhalten sich telepathisch (das sogenannte Nirmen). Sie können sehr gut sehen (unter anderem auch Temperaturen), aber nur schlecht hören.

### Duokxinis
Grotesk deformiertes und wahnsinniges Volk. Es hat eine Art Kollektivbewusstsein entwickelt. Aus unbekannten Gründen haben sie ihren Gott verloren. Das scheint die Ursache ihres bizarren Wesens zu sein. Sie zählen nicht zu den vier auserwählten Völkern.

## Orte

### Kiboren
Heißes Land im Süden. Von Urwald bedeckt und Heimat der Nagas.

### Hatengrazu
Die größte Stadt der Nagas. Auch Stadt der Stille und Stadt der Unbarmherzigkeit genannt.

### Grenzlinie
Ein Bereich, in dem die Temperatur so weit sinkt, dass die Nagas nur südlich dieser Grenze existieren können.

### Punten-Wüste
Nördlich der Grenzlinie liegende Wüste.

### Die letzte Taverne
Sie liegt am Nordrand der Punten-Wüste und ist eine Einkehr für Reisende aus allen Himmelsrichtungen.

### Zumunnuri
Das große Schloss der Dokebis. Seine Architektur gehorcht nicht den Naturgesetzen und ist verwirrend. Einige Bereiche sind selbst nur wenigen Dokebis zugänglich.

## Götter
- Der Gott, der nirgendwo existiert: Gott der Menschen.
- Die Göttin, die niedriger steht als alle anderen: Göttin der Lekons.
- Der Gott, der sich selbst tötet: Gott der Dokebis.
- Die Göttin, die keine Fußspuren hinterlässt: Göttin der Nagas.

## Tiere

### Himmelsfische
Große, fliegende Kreaturen. Auf ihren Rücken befinden sich Ruinen längst verlassener Städte.

### Drachen
Drachen entwickeln sich aus Pflanzen. Sie gelten als von den Nagas ausgerottet, da diese ihr Feuer als Bedrohung für ihren Dschungel gesehen haben.

### Schwarze Löwen
Ihr Pelz produziert auch dann noch Wärme, wenn die Löwen bereits tot sind. Deshalb war er als Kleidungsstück bei den Nagas beliebt, die in Löwenpelz die Nordlande bereisen konnten. Auf der Jagd nach immer mehr Pelzen haben sie dabei die Schwarzen Löwen ausgerottet.

### Käfer
Große Insekten mit einer gewissen Intelligenz. Sie werden von Dokebis als Reittier genutzt und können mit ihnen über Bewegung ihrer Fühler kommunizieren.

## Fortsetzung
2005 erschien eine achtbändige Fortsetzung unter dem Titel 피를 마시는 새 Pireul Masineun Sae (deutsch etwa Der Blut trinkende Vogel). Eine deutsche Übersetzung gibt es bislang nicht.
In den Büchern wird mehrfach eine Legende erwähnt, in der es um vier Vögel geht: einen Tränen trinkenden, einen Blut, einen Gift und einen Wasser trinkenden. Dies wird oft als Hinweis gesehen, dass es noch zwei weitere Fortsetzungen geben könnte. Der Autor ist darauf bislang nicht eingegangen.

## Andere Medien
Alle vier Bände sind 2024 bei Audible als Hörbuch erschienen. Der Erzähler ist Philipp Schepmann.
Der südkoreanische Computerspiel-Publisher Krafton kündigte 2022 ein auf dem Roman basierendes Spiel an.

## Ausgaben
- Das Blut der Herzlosen – Die Legende vom Tränenvogel 1. Heyne, München 2024, ISBN 978-3-453-27441-9. Übersetzt von Hyuk-Sook Kim und Manfred Selzer.
- Der träumende Krieger – Die Legende vom Tränenvogel 2. Heyne, München 2024, ISBN 978-3-453-27462-4. Übersetzt von Sun Young Yun, Philipp Haas und Alexandra Schiefert.
- Der Feuergeist – Die Legende vom Tränenvogel 3. Heyne, München 2024, ISBN 978-3-453-27463-1. Übersetzt von Sun Young Yun, Philipp Haas und Alexandra Schiefert.
- Die Suche nach dem König – Die Legende vom Tränenvogel 4. Heyne, München 2024, ISBN 978-3-453-27464-8. Übersetzt von Hyuk-Sook Kim und Manfred Selzer.